# Lijst van voetbalinterlands Mauritanië - Niger
Deze lijst van voetbalinterlands is een overzicht van alle officiële voetbalwedstrijden tussen de nationale teams van Mauritanië en Niger. De landen speelden tot op heden zeven keer tegen elkaar. De eerste ontmoeting was een vriendschappelijke wedstrijd op 26 juni 1983 in Niamey. Het laatste duel, eveneens een vriendschappelijke wedstrijd, werd gespeeld op 4 september 2017 in Agadir (Marokko).

## Wedstrijden
| № | Plaats     | Datum            | Competitie                   | Wedstrijd          | Uitslag |
| - | ---------- | ---------------- | ---------------------------- | ------------------ | ------- |
| 1 | Niamey     | 26 juni 1983     | Vriendschappelijk            | Niger − Mauritanië | 1 − 0   |
| 2 | Nouakchott | 14 juli 1983     | Vriendschappelijk            | Mauritanië − Niger | 0 − 0   |
| 3 | Niamey     | 12 oktober 1990  | Afrika Cup 1992 kwalificatie | Niger − Mauritanië | 7 − 1   |
| 4 | Nouakchott | 26 juli 1991     | Afrika Cup 1992 kwalificatie | Mauritanië − Niger | 0 − 1   |
| 5 | Nouakchott | 5 maart 2014     | Vriendschappelijk            | Mauritanië − Niger | 1 − 1   |
| 6 | Nouakchott | 31 maart 2015    | Vriendschappelijk            | Mauritanië − Niger | 2 − 0   |
| 7 | Agadir     | 4 september 2017 | Vriendschappelijk            | Niger − Mauritanië | 2 − 0   |

## Samenvatting
| Competitie              | Totaal gespeeld | Winst Mauritanië | Gelijk | Winst Niger | Doelsaldo Mauritanië – Niger |
| ----------------------- | --------------- | ---------------- | ------ | ----------- | ---------------------------- |
| Afrika Cup-kwalificatie | 2               | 0                | 0      | 2           | 1 − 8                        |
| Vriendschappelijk       | 5               | 1                | 2      | 2           | 3 − 4                        |
| Totaal                  | 7               | 1                | 2      | 4           | 4 − 12                       |

FFRIM · A-internationals · Mauritaans vrouwenelftal
1960 – 1969 · 
1970 – 1979 · 
1980 – 1989 · 
1990 – 1999 · 
2000 – 2009 · 
2010 – 2019 ·
2020 − 2029
Algerije ·
Angola ·
Bahrein ·
Benin ·
Botswana ·
Burkina Faso ·
Burundi ·
Canada ·
Centraal-Afrikaanse Republiek ·
Comoren ·
Congo-Brazzaville ·
Congo-Kinshasa ·
Equatoriaal-Guinea ·
Egypte ·
Ethiopië ·
Gabon ·
Gambia ·
Guinee ·
Guinee-Bissau ·
Irak ·
Ivoorkust ·
Jemen ·
Jordanië ·
Kaapverdië ·
Kameroen ·
Kenia ·
Lesotho ·
Libanon ·
Liberia ·
Libië ·
Madagaskar ·
Mali ·
Marokko ·
Mauritius ·
Mozambique ·
Niger ·
Oeganda ·
Oman ·
Palestina ·
Rwanda ·
Saoedi-Arabië ·
Senegal ·
Sierra Leone ·
Soedan ·
Somalië ·
Syrië ·
Tanzania ·
Togo ·
Tunesië ·
Verenigde Arabische Emiraten ·
Zambia ·
Zimbabwe ·
Zuid-Afrika ·
Zuid-Jemen ·
Zuid-Soedan
FNF · Nigerees vrouwenelftal
Interlands
Tegenstander:
Algerije ·
Angola ·
Benin ·
Botswana ·
Burkina Faso ·
Burundi ·
Congo-Brazzaville ·
Congo-Kinshasa ·
Djibouti ·
Egypte ·
Equatoriaal-Guinea ·
Ethiopië ·
Gabon ·
Gambia ·
Ghana ·
Guinee ·
Ivoorkust ·
Kaapverdië ·
Kameroen ·
Lesotho ·
Liberia ·
Libië ·
Madagaskar ·
Mali ·
Marokko ·
Mauritanië ·
Mozambique ·
Namibië ·
Nigeria ·
Oeganda ·
Oekraïne ·
Senegal ·
Sierra Leone ·
Soedan ·
Somalië ·
Swaziland ·
Tanzania ·
Togo ·
Tsjaad ·
Tunesië ·
Zambia ·
Zuid-Afrika